# Josef Janko (Volksgruppenführer)

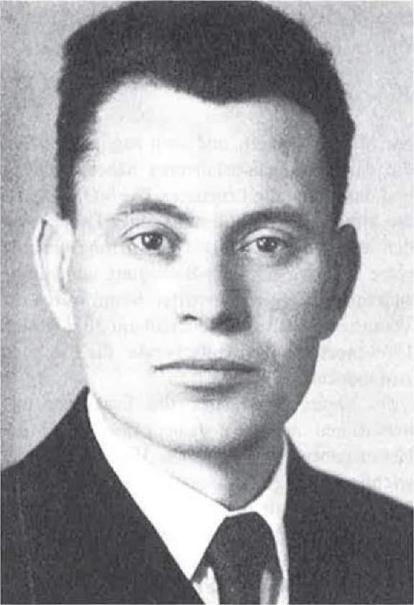
Josef Janko

Josef „Sepp“ Janko (* 9. November 1905 in Ernőháza, deutsch Ernsthausen, Königreich Ungarn, Österreich-Ungarn; † 25. September 2001 in Villa General Belgrano, Argentinien) war anfänglich ein Jurist und Gerichtsassessor. Ab 1939 war er Bundesobmann des Schwäbisch-Deutschen Kulturbundes im Königreich Jugoslawien und ab 1941 „Volksgruppenführer“ der Deutschen Volksgruppe im Banat und Serbien für den von der deutschen Wehrmacht besetzten serbischen Teil des Banats.

## Leben
Janko besuchte von 1917 bis 1919 die Bürgerschule in Zrenjanin (deutsch Groß-Betschkerek) und von 1919 bis 1924 die Realschule in Žombolj (deutsch Hatzfeld). Später studierte er Rechtswissenschaften in Graz.

### Vom Erneuerer zum Obmann des Schwäbisch-Deutschen Kulturbundes
Janko betätigte sich darauf in der nationalsozialistisch orientierten „Erneuerungsbewegung“, die der in Pančevo (deutsch Pantschowa) tätige Zahnarzt Jakob Awender im Verlauf des Jahres 1934 innerhalb des Schwäbisch-Deutschen Kulturbundes gegen die damalige Führung unter dem Bundesobmann Johann Keks, dem Senator Georg Grassl und dem Abgeordneten Stefan Kraft aufgebaut hatte. Trotz Ausschluss aus dem Kulturbund im Januar 1935 erhielt die „Erneuerungsbewegung“ weitere Unterstützung von der Auslandsorganisation der NSDAP, vom Volksbund für das Deutschtum im Ausland und von der Deutschen Studentenschaft. Der Konflikt zwischen „Kulturbund“ und „Erneuerungsbewegung“ spitzte sich in den folgenden Jahren zu, da unter anderem prominente Funktionäre des Kulturbundes die Seite gewechselt hatten. Das Deutsche Reich unterstützte den Konzentrationsprozess innerhalb der Volksgruppe, so dass Kraft auf eine weitere Kandidatur bei der Wahl zur Skupština im Dezember 1938 verzichtete und Keks im April 1939 als Bundesobmann des Kulturbundes zurücktrat. Sein Nachfolger wurde auf Betreiben der „Volksdeutschen Mittelstelle“ am 6. Juni 1939 der als gemäßigt geltende Josef Janko, der bereits Anfang 1938 einer der beiden deutschen Vertreter im Banatsrat in Neusatz, aber bis dahin eine eher unscheinbare Persönlichkeit gewesen war.

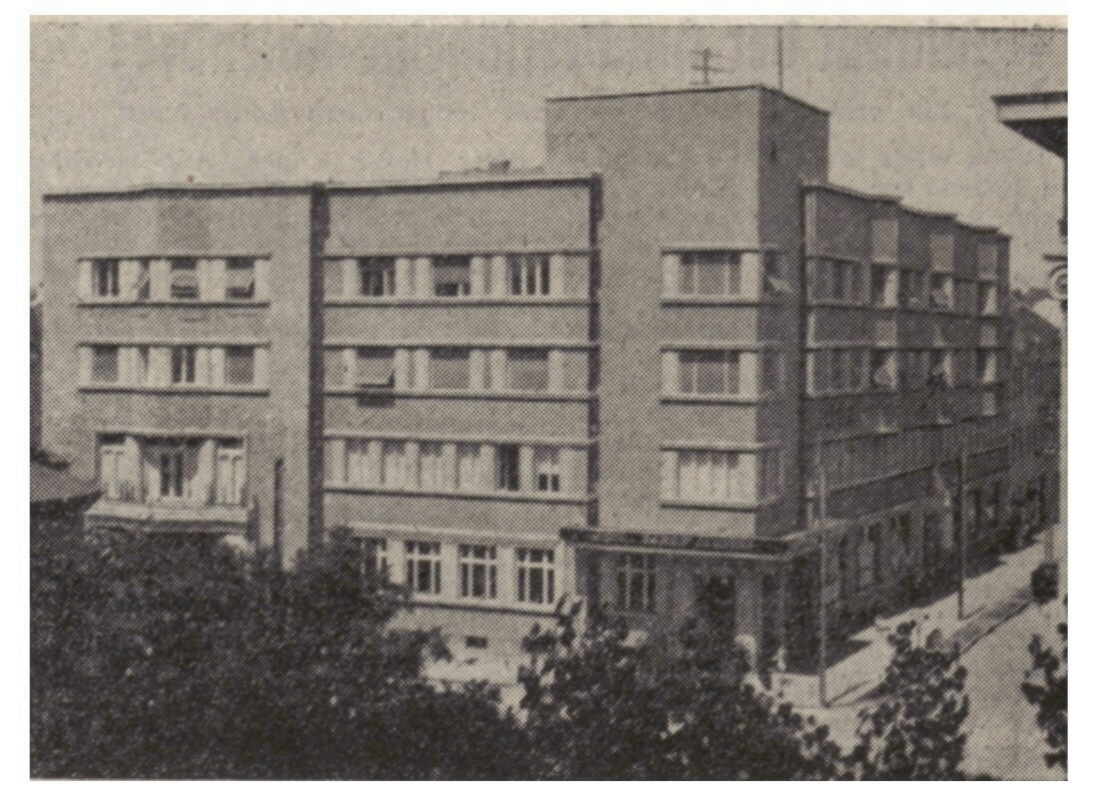
HABAG-Haus in Novi Sad

Janko erhielt im November 1940 noch den Auftrag darauf Einfluss zu nehmen, dass die von der SS „gemusterten Volksdeutschen“ jugoslawischer Staatsangehörigkeit und die im Frühjahr 1941 die Einberufung erwartenden Jahrgänge der jugoslawischen Einberufung nicht Folge leisten sollten. Beim Einmarsch der deutschen Wehrmacht  in Jugoslawien 1941 verbarrikadierte sich Janko mit seinen Mitarbeitern im „Habag-Haus“ (Kultur- und Genossenschaftszentrum der „AGRARIA“) in Novi Sad (deutsch Neusatz). Die von ihm aufgestellte „Deutsche Bürgerwache“ besetzte nach dem Erscheinen deutscher Truppen am südlichen Donauufer in Petrovaradin (deutsch Peterwardein) mehrere öffentliche Gebäude, befreite Geiseln und entwaffnete nach Verhandlungen zwei serbische Regimenter.

### Amtszeit als „Volksgruppenführer“
Nach der Besetzung Jugoslawiens wurde der Kulturbund aufgelöst und Janko zum SS-Obersturmführer und „Volksgruppenführer“ für den von deutschen Truppen besetzten serbischen Teil des Banats ernannt. Seine Stellvertreter waren Josef Beer und Franz Hamm.
Die „Judenfrage“ galt im Banat schon ab August 1941 als „definitiv geklärt“. Davor waren, auf Vorschlag Jankos, praktisch alle der ca. 4000 Juden zuerst in vier Ortschaften konzentriert und daraufhin die Männer und Jungen ab 14 Jahren in verschiedene Konzentrationslager bei Belgrad abtransportiert worden. Die Frauen und Kinder wurden später, im Sinne der „Endlösung“, in Konzentrationslager verbracht und ermordet.
Zwischen SS-Brigadeführer Hermann Behrends und Janko wurde vereinbart, dass der „Judenbesitz“ entsprechend dem Zahlenverhältnis ortsansässiger Deutscher und Ungarn zu zwei Dritteln von den „Volksdeutschen“ und zu einem Drittel von den Ungarn beansprucht werden konnte. In der ersten Phase der Arisierungen kam es zu einer überproportionalen Bereicherung von Teilen der Volksgruppenführung, was sich aus einem am 30. April 1942 dem Auswärtigen Amt vorgelegten Bericht entnehmen lässt:

„Die Tatsache jedoch, dass diese bisher zum größten Teil vermögenslosen hauptamtlichen oder ehrenamtlichen Angehörigen der Volksgruppenführung plötzlich Grundstücke besaßen, hat sich stimmungsmäßig in der Bevölkerung so schlecht ausgewirkt, dass es schließlich zu einer Prestigefrage für die Volksgruppenführung wurde und Volksgruppenführer Dr. Janko sich gezwungen sah, […] sämtliche von Angehörigen der Volksgruppenführung geschlossenen Privatverträge zum Erwerb von Judenvermögen rückgängig zu machen.“

Bereits kurz nach Beginn des Zweiten Weltkrieges begann unter den im Deutschen Reich arbeitenden „Volksdeutschen“ aus Jugoslawien eine Freiwilligenwerbung
der Waffen-SS. Im September 1940 wurden dann vom Ergänzungsamt der Waffen-SS im Einvernehmen mit Janko erste Maßnahmen zur Erfassung der jungen „Volksdeutschen“ eingeleitet, die bis zum Beginn des Angriffs auf Jugoslawien nur schleppend vor sich ging. Die Aushebung musste vor den jugoslawischen Behörden geheim gehalten werden, da Reichsmarschall Hermann Göring mit Rücksicht auf den angestrebten Beitritt Jugoslawiens zum Dreimächtepakt jegliche offizielle Werbung für die Waffen-SS unter den Deutschen Jugoslawiens untersagt hatte. Vor dem Hintergrund des zunehmenden Partisanenkrieges in Serbien schlug Janko während eines Besuchs in Berlin am 6. November 1941 Reichsführer-SS Heinrich Himmler die Aufstellung eines nur im westlichen Banat einzusetzenden Heimatschutz-Regiments vor. Dieses Regiment in der Stärke von 3000 Mann sollte seiner Verfügungsgewalt unterstehen und ausschließlich im westlichen Banat zur Partisanenbekämpfung eingesetzt werden. Adolf Hitler genehmigte diesen Plan, jedoch sollten die Angehörigen der deutschen Minderheit entgegen Jankos Vorschlag nicht nur im westlichen Banat, sondern im gesamten Besatzungsgebiet des Militärbefehlshabers Serbien zum Einsatz kommen. Während Janko noch von einer „Heimwehr“ oder „Heimatwehr“ ausging, kristallisierte sich aber bald die kriegsmäßige Verwendung der Rekruten zur Sicherung des Besatzungsgebietes einschließlich der Bekämpfung er Aufständischen heraus. Am 1. März 1942 veröffentlichte Janko folgenden die deutsche Minderheit als Landsleute ansprechenden Aufruf:

„Die deutsche Wehrmacht hat im Frühjahr des vergangenen Jahres unsere Dörfer und Wohnstätten unter ihren Schutz genommen. Deutschland kämpft mit seinen Soldaten einen schweren Kampf, um ganz Europa vor dem Bolschewismus zu bewahren. Auch in unserem Lande versuchte der bolschewistische Gegner in den vergangenen Monaten und Wochen sein Haupt zu erheben, die Straßen unsicher zu Machen und unsere Dörfer anzuzünden. Deutsche Truppen haben wiederum im Verein mit uns und allen ordnungsliebenden Elementen des Landes diese Gefahr gebannt. Für uns aber ist es nunmehr eine Ehrensache, dass wir, den Traditionen unserer Väter folgend, den Schutz von Haus und Hof selbst übernehmen.
Ich rufe Euch daher auf, dass alle Männer vom 17. bis zum 50. Lebensjahr, sobald der betreffende Jahrgang aufgerufen ist, sich bei ihrem Bürgermeister und in Belgrad bei der Kreisleitung der Volksgruppe zum Dienst mit der Waffe zum Schutze unserer Wohnstätten zu melden. Von diesem Dienst kann sich keiner, der gesund ist, ausschließen. Deutsche Volksgenossen, zeigt Euch Eurer Väter würdig durch mannhaften Einsatz und die Tat!“

Himmler ließ nun die 7. SS-Freiwilligen-Gebirgs-Division „Prinz Eugen“  aufstellen, deren Kommando SS-Gruppenführer Artur Phleps übernahm und deren Wehrersatzamt in Zrenjanin der ehemalige Obmann des Schwäbisch-Deutschen Kulturbundes  Johann Keks führte. Bereits bis in den April 1942 meldeten sich zwischen 10.000 und 15.000 Jugoslawiendeutsche, wobei es anfänglich nach Einschätzung Jankos durchaus Begeisterung gab, in der Waffen-SS zu dienen. Die vorgebliche „Freiwilligkeit“ wurde schnell mit einem regelrechten Gesinnungsterror ersetzt, denn Janko begann schon ab April 1942 gemeinsam mit dem SS-Ergänzungsamt mit regulären Einberufungsbefehlen zum Dienst mit der Waffe zu verpflichten. So wurden im westlichen Banat und in Serbien bis Januar 1944 rund 22.000 jüngere und ältere Männer rekrutiert, von denen mehr als 15.000 der Waffen-SS zugeteilt wurden, lediglich 600 der Wehrmacht und die übrigen an die "Banater Polizei, den Zollgrenzschutz und die Hilfspolizei. Bei Nichtbefolgung der Einberufung stellte Janko „die strengste Strafe“ in Aussicht. Ab September 1942 wurden alle noch nicht im aktiven Wehrdienst stehenden 17- bis 60-Jährigen zum Dienst in der neu aufgestellten „Deutschen Mannschaft“ (DM) verpflichtet. Ihre Aufgabe war gemeinsam mit der Polizei die deutschen Siedlungen vor kleineren Partisanengruppen zu schützen. Am 31. Oktober 1942 war die SS-Division „Prinz Eugen“auf volle Mannschaftsstärke von 21.581 Mann aufgefüllt, womit sie zahlenmäßig die in Serbien eingesetzten Wehrmachtsdivisionen um mehr als das Doppelte übertraf.
Janko plädierte für Zwangsumsiedlungen („radikale Umsiedlung“) von „charakterlich einwandfrei[en],“ jedoch „volkspolitisch unzuverlässig[en]“ Personen mit „Zugehörigkeit zum Deutschtum“, die aber eine Mischehe eingegangen waren bzw. aus Mischehen stammten, in das Deutsche Reich, damit eine „deutsche Erziehung der Kinder gegeben sei“, um gegenüber den Serben „Volksboden“ gewinnen zu können. Hierzu zählte Janko auch Personen aus niederen sozialen Gruppen, die schwer in eine sozial gehobene Stellung gebracht werden könnten. Dies sollte 323 Familien mit 1765 Personen sowie 812 Einzelpersonen betreffen.

Geheimer Führerbefehl

Janko beauftragte unmittelbar nach der Kapitulation Rumäniens 1944 und der Kriegserklärung an das Deutsche Reich Jakob Awender mit der
Ausarbeitung eines detaillierten Evakuierungsplanes für das westliche Banat, der eine Gesamträumung innerhalb von drei Tagen vorsah. Auf Weisung Hitlers gab Himmler am 13. September 1944 eine „Besonders Eilige Verfügung“ heraus, die „Volksdeutschen“ vor der rasch durch Rumänien in Richtung Banat vorstoßenden Roten Armee in Sicherheit  zu bringen. Aus dem rumänischen Banat sollten höchstens 30.000, aus dem serbischen Banat höchstens 80.000 Deutsche evakuiert werden. Die Waffen-SS unternahm gemeinsam mit Wehrmacht und ungarischen Truppen bei Timișoara einen Gegenstoß, nach dem der Höhere SS- und Polizeiführer Hermann Behrends eine Evakuierung des serbischen Banats für vorläufig nicht erforderlich hielt. Als der Kommandeur des V. SS-Gebirgskorps, SS-Obergruppenführer Artur Phleps, im rumänischen Banat wesentlich mehr Personen evakuierte als von Himmler erlaubt, befahl dieser die Einstellung der Räumung und erließ für das serbische Banat ein strenges Evakuierungsverbot. Jankos Gesuch an den Militärbefehlshaber in Serbien die SS-Division „Prinz Eugen“ aus der Gegend um den Fluss Timok in das Banat zu verlegen wurde abgewiesen, da die Division aus militärischen Gründen in den Raum der Stadt Niš  verlegt wurde. Die allgemeine Evakuierung aber wurde auf Betreiben Behrends und seines Vertreters in Zrenjanin, SS-Brigadeführer Fiedler, immer wieder hinausgezögert, gegen deren Befehle sich Janko nicht durchsetzen konnte. Erst als die Rote Armee nördlich an Zrenjanin vorbei zur Theiß vorstieß, genehmigte Behrends am Abend des 1. Oktobers die allgemeine Evakuierung des Banats. Nach den geheimen Monatsberichten der „Volksdeutschen Mittelstelle“ für Oktober und November 1944 erreichten lediglich etwa 15.000 „Volksdeutsche“ aus der Vojvodina und Serbien das Territorium des Deutschen Reichs. Der nach dem Einmarsch der Roten Armee im Banat verbliebene Teil der deutschen Minderheit war dadurch in den nächsten Monaten Massenerschießungen, Verhaftungen, Misshandlungen, Plünderungen, Vergewaltigungen und der Internierung durch Partisaneneinheiten ausgeliefert.

### Flucht

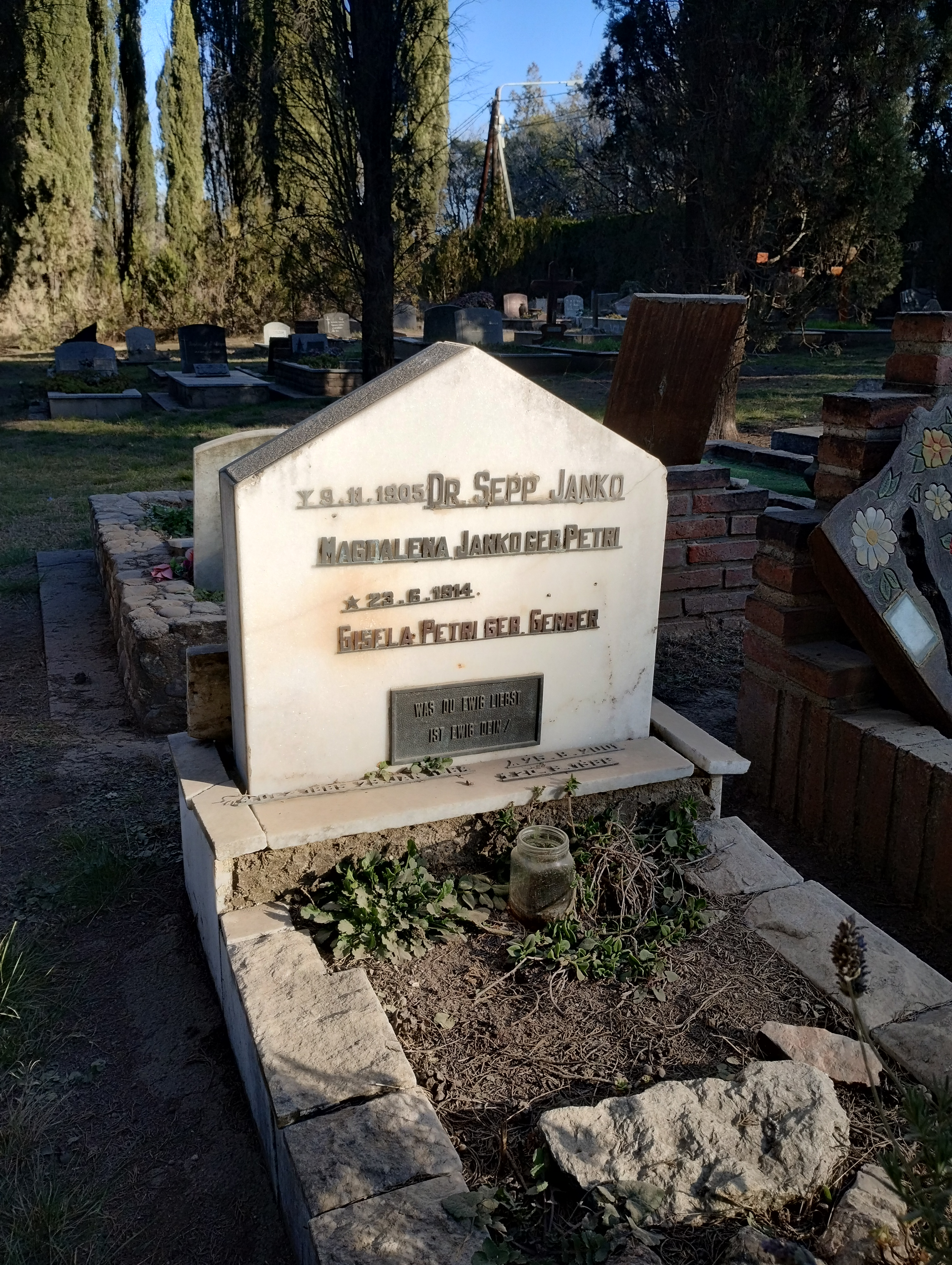
Das Grab von Josef „Sepp“ Janko und seiner Frau in Villa General Belgrano, Argentinien

Janko traf am 2. Oktober in Vrbas (deutsch Werbaß) zusammen mit einem Krankentransport aus Zrenjanin ein. Darauf gelangte er nach Kleinsölk in der Steiermark, wo er die österreichische Staatsbürgerschaft hielt. Im Kärntner Lager Wolfsberg (britische Zone) wurde gegen ihn wegen Kriegsverbrechen ermittelt, jedoch kam es in Österreich  zu keiner Anklage gegen ihn. 1951 gelang ihm mit einem Pass des Roten Kreuzes, ausgestellt auf den Namen José Petri, über Genua per Schiff die Flucht nach Argentinien. In Argentinien beantragte er als Josef Janko erfolgreich die Staatsbürgerschaft, die er 1955 erhielt. Er arbeitete als Jurist in Villa General Belgrano, nebenbei veröffentlichte er Bücher, bekleidete aber nach dem Krieg keine Ämter mehr.

## Veröffentlichungen
- Hans Diplich (Hrsg.): Reden und Aufsätze (= Buchreihe der deutschen Volksgruppe im Banat und in Serbien; Folge 2). Druckerei der Volksgruppenführung, Betschkerek 1943 bzw. Ladislaus Frank, Belgrad 1943. Wurde nach Ende des Zweiten Weltkrieges in der Sowjetischen Besatzungszone auf die Liste der auszusondernden Literatur gesetzt.[25]
- Weg und Ende der deutschen Volksgruppe in Jugoslawien. Stocker, Graz und Stuttgart 1983.